# NGC 971
NGC 971 是三角座的一粒恒星，收錄於原版天體新總表（NGC）。此星體的發現，約翰·德雷耳歸功於威廉·帕森思，但同時註明帕森思的多項發現是由其助理，愛爾蘭工程師Bindon Blood Stoney作出。NGC 971有時與NGC 970東南方的暗淡星系J023410.7 + 325832相混淆，但兩者並不相同。